# حملة خليج فندي (1755)

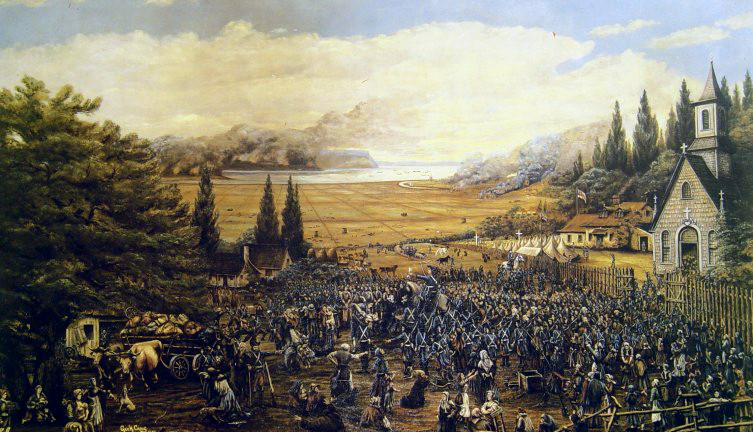
جراند بريه: ترحيل الأكاديين.

وقعت الحملة التي تم شنها على خليج فندي خلال الحرب الفرنسية والهندية عندما أمر الإنجليز بطرد الأكاديين من أكاديا بعد معركة بوسيجور (1755). بدأت الحملة عند شينيكتو ثم انتقلت سريعًا إلى جراند بريه، ونهر البط، ومنطقة بيسجوي، ومنطقة كوبكوي، وأخيرًا بلدة أنابوليس رويال.

## السياق التاريخي
قامت بريطانيا بغزو أكاديا في عام 1710. وعلى مدى السنوات الخمس والأربعين التالية رفض الأكاديون التوقيع على تعهد غير مشروط بالولاء لبريطانيا. وخلال هذه الفترة شارك الأكاديون في عمليات ميليشيات مختلفة ضد البريطانيين، مثل الغارات على دارتموث، بنوفا سكوشا. حافظ الأكاديون أيضًا على خطوط الإمداد الحيوية للقلعة الفرنسية في لويسبوورج وحصن بوسيجور. خلال الحرب الفرنسية والهندية (حيث كانت أمريكا الشمالية مسرحًا للأحداث في حرب السنوات السبع)، سعى البريطانيون إلى تحييد أي تهديد عسكري يفرضه الأكاديون وقطع خطوط الإمداد الحيوية التي يوفرها الأكاديون للويسبوورج وذلك بترحيل الأكاديين من أكاديا.
وقبل طردهم، استولى البريطانيون على الأسلحة والقوارب الخاصة بالأكاديين في منطقة خليج فندى واعتقلوا نوابهم وكهنتهم.

## الحملة

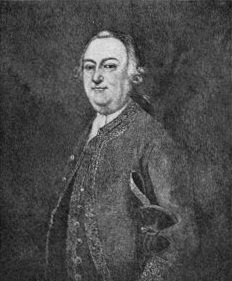
جون وينسلو

### شينيكتو
عقب سقوط حصن بوسيجور (1755)، بدأت الموجة الأولى من طرد الأكاديين في منطقة شينيكتو. وتحت إشراف العقيد روبرت مونكتون، في 10 أغسطس، أسر العقيد جون وينسلو أربعمائة رجل من الآمنين الذين كانوا متواجدين في حصن كمبرلاند (حصن بوسيجور سابقًا). وقام أيضًا بسجن 86 من الأكاديين داخل حصن لورانس. وقد بلغ عدد المسجونين ثلث رجال المنطقة؛ وفر عدد آخر من المنطقة. تم احتجاز المسجونين في الحصن حتى وصلت وسائل النقل لترحيلهم. وقد انضمت الزوجات والأطفال إليهم عند الرحيل.
بعد بداية عمليات الطرد بشهر تقريبًا، في 2 سبتمبر، نظم بواييبار جماعات الميغماك والمقاومة الأكادية في المنطقة وهزم القوات البريطانية هزيمة ساحقة في معركة بوتيكودياك. وبعد مرور شهر تقريبًا، في الأول من أكتوبر، هرب السجناء الأكاديون الذين كانوا محتجزين في حصن لورانس. وكان جوزيف بروسارد (بوسولي) أحد الهاربين.
وفي يوم 13 أكتوبر، وصلت قافلة تقل ثماني شاحنات نقل، تحمل على متنها ما يقرب من 1782 سجينًا، غادرت حوض شينيكتو برفقة ثلاثة محاربين بريطانيين. وقد اعتبر أكاديو شينيكتو الأكثر تمردًا. ونتيجة لذلك، فقد تم إبعادهم من أكاديا إلى كارولينا الجنوبية وجورجيا. وعند المغادرة، بدأ مونكتون حرق القرى الأكادية لمنع عودة الأكاديين.
في 15 نوفمبر عام 1755، أحرق الضابط البريطاني جون توماس قرية تينتاتمار (ساكفيل، ونيو برونزويك)، ودمر في هذه العملية الكنيسة وسبعة وتسعين بناية أخرى.

### كوبكوي
في 15 أغسطس، وبناء على أوامر مونكتون، بدأ النقيب توماس لويس وأبيجا ويلارد ومعهم 250 جنديًا في تدمير قريتين في كوبكوي وهم: تاتاماجوش وريمشيج (واليس ونوفا سكوشا حاليًا). وقد اختار البريطانيون تدمير هذه القرى أولاً وطرد سكانها لأنها كانت البوابة التي يستخدمها الأكاديون في توفير الماشية والمحاصيل للويسبوورج. ولتحقيق هذه الغاية، جمع ويلارد رجال قرية تاتاماجوش في أحد المنازل الأكادية. وتأكد من مصادرة جميع الأسلحة الموجودة في القرية ثم أخبر الأكاديين باحتجازهم كأسرى. وبدأ ويلارد على الفور في تدمير الشحنات المحملة بالماشية والمحاصيل الأكادية التي كانت على متن السفن لإرسالها إلى لويسبوورج. وفي 16 أغسطس، أحرق لويس اثني عشر منزلاً وكنيسة صغيرة. وواصل ويلارد حرق أربعة منازل وعدة حظائر في الصباح الباكر من يوم 17 أغسطس.

## وصلات خارجية
- Winslow's Journal - Bay of Fundy Campaign (1755)

## كتابات أخرى
- Dunn، Brenda (2004). A history of Port Royal/Annapolis Royal, 1605-1800. Nimbus Pub. ISBN:978-1-55109-484-7. مؤرشف من الأصل في 2023-01-18.
- Griffiths، Naomi Elizabeth Saundaus (2005). From migrant to Acadian: a North American border people, 1604-1755. McGill-Queen's Press - MQUP. ISBN:978-0-7735-2699-0. مؤرشف من الأصل في 2020-06-12.
- Grenier، John (2008). The far reaches of empire: war in Nova Scotia, 1710-1760. University of Oklahoma Press. ISBN:978-0-8061-3876-3. مؤرشف من الأصل في 2020-06-12.
- Faragher، John Mack (22 فبراير 2005). A great and noble scheme: the tragic story of the expulsion of the French Acadians from their American Homeland. W. W. Norton & Company. ISBN:978-0-393-05135-3. مؤرشف من الأصل في 2016-06-10.
- Reid، John G. (2004). The "conquest" of Acadia, 1710: imperial, colonial, and aboriginal constructions. University of Toronto Press. ISBN:978-0-8020-8538-2. مؤرشف من الأصل في 2022-08-26.
- Plank، Geoffrey (29 سبتمبر 2003). An Unsettled Conquest: The British Campaign Against the Peoples of Acadia. University of Pennsylvania Press. ISBN:978-0-8122-1869-5. مؤرشف من الأصل في 2016-04-15.